# All 4 Nothing
All 4 Nothing es el segundo álbum de estudio del cantautor estadounidense Lauv. Fue lanzado el 5 de agosto de 2022 por A5B, Inc a través de Virgin Music Label & Artist Services. Es la continuación de su álbum de estudio debut, How I'm Feeling (2020). El disco fue respaldado por el lanzamiento de cuatro sencillos: «26», «All 4 Nothing (I'm so in love)», «Kids are born stars»" y «Stranger». Su trabajo fue recibido con críticas positivas por parte de críticos musicales.

## Antecedentes
En enero de 2022, Lauv publicó un video en sus páginas de redes sociales para indicar que su segundo álbum estaba completado, y que el primer sencillo, «26», se estrenaría el 28 de enero. En una entrevista para Rolling Stone, Lauv declaró: «[Estaba] repensando varias cosas de mi vida, encontrando el equilibrio y rememorando mi infancia y mi luz innata. Sentí que había perdido el contacto con ella anteriormente, así que gracias a Dios por la terapia y la meditación y el hecho de que pude hacer este álbum».

## Lista de canciones
| Lista de canciones de All 4 Nothing |                                  |                                                                                  |                                         |          |  |
| N.º                                 | Título                           | Escritor(es)                                                                     | Productor(es)                           | Duración |  |
| 1.                                  | «26»                             | Ari Leff, Sophie Cates, John Cunningham, Jamil Chammas, Simon Rosen y Ryan Ogren | Lauv Cunningham Digi Simon Says Ryan OG | 2:39     |  |
| 2.                                  | «Stranger»                       | Leff, Dallas Koehlke, Joshua Coleman y Cunningham                                | Lauv Cunningham DallasK                 | 2:43     |  |
| 3.                                  | «Kids are born stars»            | Leff, Jakob Rabitsch y Sylvester Sivertsen                                       | Cunningham Sly Yakob                    | 3:00     |  |
| 4.                                  | «Molly in Mexico»                | Leff, Cunningham, Chammas y Rosen                                                | Cunningham Digi Simon Says              | 3:00     |  |
| 5.                                  | «All 4 Nothing (I'm so in love)» | Leff, Cates, Koehlke y Henry Walter                                              | DallasK Cirkut                          | 3:02     |  |
| 6.                                  | «Stay together»                  | Leff, Madison Love, Blake Slatkin y Cunningham                                   | Cunningham Slatkin                      | 2:20     |  |
| 7.                                  | «Summer nights»                  | Rabitsch y Guy Lawrence                                                          | Yakob Lawrence                          | 2:36     |  |
| 8.                                  | «Time after time»                | Leff, Love, Jacob Kasher Hindlin, Cunningham, David Biral y Denzel Baptiste      | Cunningham                              | 2:27     |  |
| 9.                                  | «Hey Ari»                        | Leff y Cunningham                                                                | Cunningham                              | 2:47     |  |
| 10.                                 | «Better Than This»               | Leff, Chammas y Rosen                                                            | Digi Simon Says                         | 3:32     |  |
| 11.                                 | «Bad trip»                       | Leff y Cunningham                                                                | Cunningham                              | 2:46     |  |
| 12.                                 | «I (don't) have a problem»       | Leff y Cunningham                                                                | Cunningham                              | 2:27     |  |
| 13.                                 | «First grade»                    | Leff y Cunningham                                                                | Cunningham                              | 3:40     |  |

| All 4 Nothing – pista extra de Target y HMV |           |                                               |               |          |  |
| N.º                                         | Título    | Escritor(es)                                  | Productor(es) | Duración |  |
| 14.                                         | «Forever» | Leff, Michael Pollack, Koehlke y Jacob Torrey | Lauv DallasK  | 2:43     |  |

| All 4 Nothing – pista extra para Japón y Taiwán |           |          |  |
| N.º                                             | Título    | Duración |  |
| 15.                                             | «Forever» | 2:35     |  |

## Listas
| Lista (2022)                             | Posición más alta |
| ---------------------------------------- | ----------------- |
| Australian Physical Albums (ARIA)        | 59                |
| Scottish Singles and Albums Charts (OCC) | 82                |
| UK Albums Sales (OCC)                    | 23                |
| Estados Unidos (Billboard 200)           | 82                |

## Gira All 4 Nothing
| Fecha                    | Ciudad                 | País                   | Lugar                                           |
| Parte 1 – Norteamérica   | Parte 1 – Norteamérica | Parte 1 – Norteamérica | Parte 1 – Norteamérica                          |
| ------------------------ | ---------------------- | ---------------------- | ----------------------------------------------- |
| 11 de agosto de 2022     | Mineápolis             | Estados Unidos         | Armory                                          |
| 12 de agosto de 2022     | Chicago                | Estados Unidos         | Aragon Ballroom                                 |
| 13 de agosto de 2022     | Rochester Hills        | Estados Unidos         | Meadow Brook Amphitheatre                       |
| 15 de agosto de 2022     | Toronto                | Canadá                 | RBC Echo Beach                                  |
| 16 de agosto de 2022     | Laval                  | Canadá                 | Place Bell                                      |
| 17 de agosto de 2022     | Boston                 | Estados Unidos         | Leader Bank Pavilion                            |
| 19 de agosto de 2022     | Philadelphia           | Estados Unidos         | Metropolitan Opera House                        |
| 20 de agosto de 2022     | Pittsburgh             | Estados Unidos         | Stage AE                                        |
| 21 de agosto de 2022     | Cincinnati             | Estados Unidos         | ICON Festival Stage                             |
| 23 de agosto de 2022     | Columbus               | Estados Unidos         | KEMBA Live!                                     |
| 25 de agosto de 2022     | Washington D. C.       | Estados Unidos         | The Anthem                                      |
| 26 de agosto de 2022     | Nueva York             | Estados Unidos         | Hammerstein Ballroom                            |
| 27 de agosto de 2022     | Nueva York             | Estados Unidos         | Hammerstein Ballroom                            |
| 28 de agosto de 2022     | Asbury Park            | Estados Unidos         | Stone Pony                                      |
| 30 de agosto de 2022     | Charlotte              | Estados Unidos         | Charlotte Metro Credit Union Amphitheatre       |
| 31 de agosto de 2022     | Atlanta                | Estados Unidos         | Coca-Cola Roxy Theatre                          |
| 1 de septiembre de 2022  | Nashville              | Estados Unidos         | Ryman Auditorium                                |
| 3 de septiembre de 2022  | Houston                | Estados Unidos         | 713 Music Hall                                  |
| 4 de septiembre de 2022  | Irving                 | Estados Unidos         | Toyota Music Factory                            |
| 6 de septiembre de 2022  | Denver                 | Estados Unidos         | Mission Ballroom                                |
| 7 de septiembre de 2022  | Ogden                  | Estados Unidos         | Ogden Amphitheatre                              |
| 9 de septiembre de 2022  | Los Ángeles            | Estados Unidos         | Greek Theatre                                   |
| 11 de septiembre de 2022 | San Diego              | Estados Unidos         | Cal Coast Credit Union Open Air Theatre at SDSU |
| 12 de septiembre de 2022 | Phoenix                | Estados Unidos         | Arizona Federal Theatre                         |
| 15 de septiembre de 2022 | Berkeley               | Estados Unidos         | Hearst Greek Theatre                            |
| 17 de septiembre de 2022 | Vancouver              | Canadá                 | Doug Mitchell Thunderbird Sports Centre         |
| 20 de septiembre de 2022 | Portland               | Estados Unidos         | WaMu Theater                                    |
| Parte 2 – Asia           |                        |                        |                                                 |
| 19 de agosto de 2023     | Osaka                  | Japón                  | Maishima                                        |
| 20 de agosto de 2023     | Chiba                  | Japón                  | Makuhari Messe                                  |
| 23 de agosto de 2023     | Hong Kong              | China                  | AsiaWorld–Expo                                  |
| 26 de agosto de 2023     | Bangkok                | Tailandia              | Queen Sirikit National Convention Center        |
| 29 de agosto de 2023     | Seoul                  | Corea del Sur          | Olympic Gymnastics Arena                        |
| 21 de agosto de 2023     | Taipéi                 | Taiwán                 | Taipei Nangang Exhibition Center                |
| 3 de septiembre de 2023  | Yakarta                | Indonesia              | Eco Park Ancol                                  |
| 5 de septiembre de 2023  | Singapur               | Singapur               | Singapore Indoor Stadium                        |
| 7 de septiembre de 2023  | Kaohsiung              | Taiwán                 | Kaohsiung Arena                                 |
| 9 de septiembre de 2023  | Cebu                   | Filipinas              | Waterfront Cebu City Hotel & Casino             |
| 11 de septiembre de 2023 | Manila                 | Filipinas              | SM Mall of Asia Arena                           |
| 15 de septiembre de 2023 | Chengdu                | China                  | EUMC                                            |
| 17 de septiembre de 2023 | Foshan                 | China                  | GBA International Sports and Cultural Center    |
| 20 de septiembre de 2023 | Shanghái               | China                  | Shanghai Oriental Sports Center                 |

## Historial de lanzamientos
| Región | Fecha               | Formato                                   | Discográfica |
| ------ | ------------------- | ----------------------------------------- | ------------ |
| Varias | 5 de agosto de 2022 | Cassette CD Descarga digital streaming LP | A5B          |